# Peter Cooper
Peter Cooper (Nova Iorque, 12 de fevereiro de 1791 — Nova Iorque, 4 de abril de 1883) foi um industrial, inventor, filantropo e candidato a Presidente dos Estados Unidos. Projetou e construiu a primeira locomotiva a vapor nos Estados Unidos, e fundou a Cooper Union, em Manhattan.

## Vida
Foi candidato do Partido Greenback nas eleições presidenciais de 1876. Cooper tinha 85 anos na época, tornando-se a pessoa mais velha a ser indicada para presidente. 

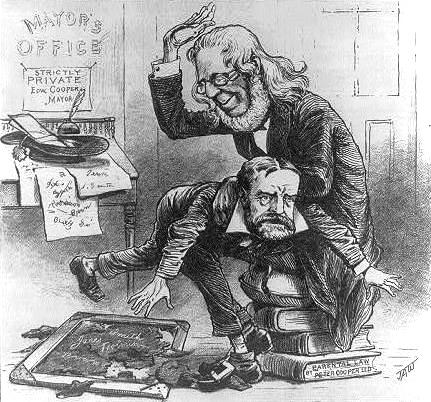
Uma ilustração de 1879 da Revista Puck mostra Cooper batendo em seu filho, o Prefeito Edward Cooper.

Cooper começou jovem enquanto trabalhava em vários cargos na cidade de Nova York. Ele comprou uma fábrica de cola em 1821 e usou os lucros dessa fábrica para fundar a Canton Iron Works, onde obteve lucros ainda maiores ao montar o Tom Thumb. O sucesso de Cooper como empresário e inventor continuou ao longo das décadas seguintes, e ele se tornou o primeiro operador de usina a usar com sucesso carvão antracito para formar poças de ferro. Ele também desenvolveu inúmeras patentes para produtos como a gelatina e participou do lançamento do primeiro cabo telegráfico transatlântico.
Durante a Era Dourada, Cooper tornou-se um crítico ardente do padrão-ouro e do sistema monetário baseado em dívida da moeda bancária, defendendo as notas emitidas pelo governo. Cooper foi nomeado para presidente na Convenção Nacional de Greenback de 1876, e o bilhete Greenback de Cooper e Samuel Fenton Cary ganhou pouco menos de um por cento do voto popular nas eleições gerais de 1876. Seu filho, Edward Cooper, e seu genro, Abram Hewitt, ambos foram prefeitos da cidade de Nova York.

## Invenção da primeira cadeira de balanço de aço (década de 1830)

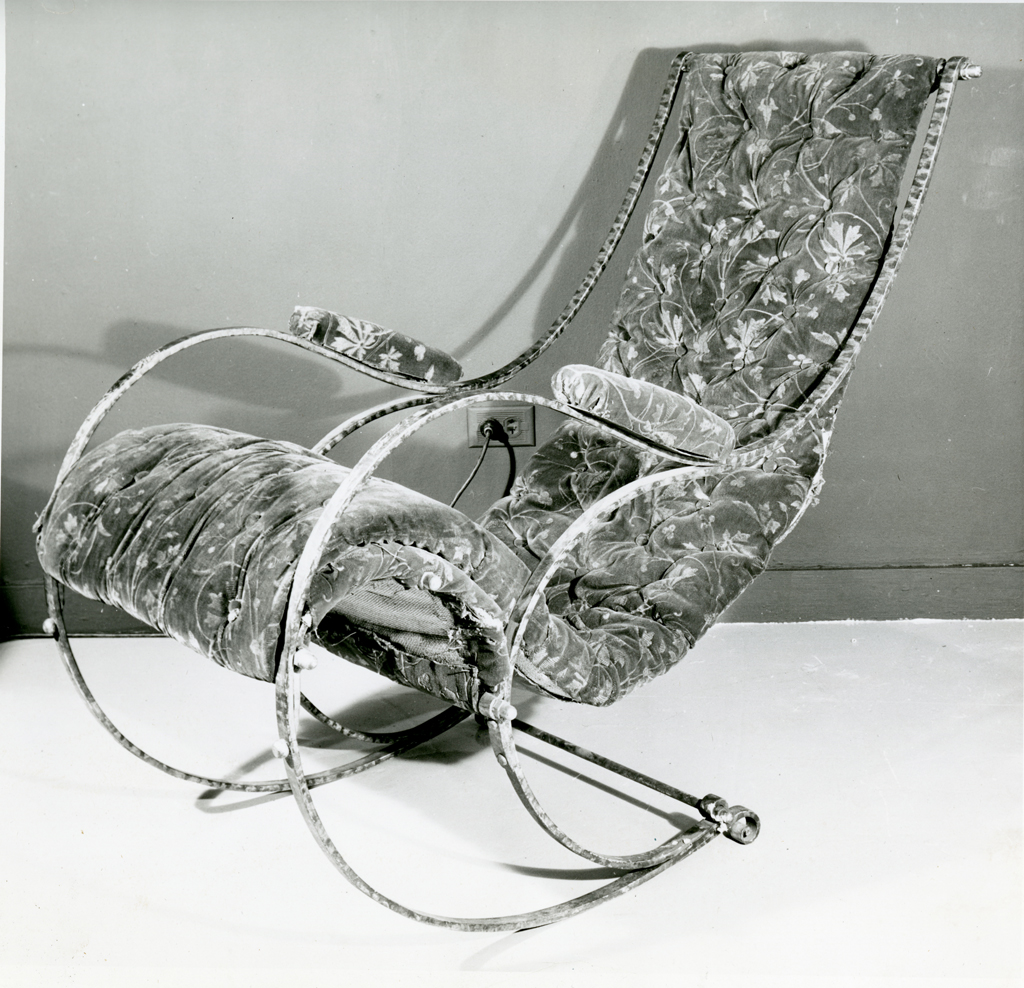
Cadeira de balanço de aço projetada por Peter Cooper na década de 1830

Durante a década de 1830, Cooper projetou a primeira cadeira de aço na América, que era uma cadeira de balanço. Cooper produziu um design funcional e minimalista radicalmente diferente do estilo vitoriano fortemente decorado e ostensivo da época. A maioria das cadeiras de balanço tinha balancins separados fixados às pernas regulares da cadeira, mas a cadeira de Cooper usava a curva de sua estrutura para garantir o movimento de balanço. A cadeira de Cooper era feita de aço ou ferro forjado com estofado espalhado pela estrutura. O modelo foi fabricado na R. W. Winfield & Co., na Grã-Bretanha. A firma expôs exemplares da cadeira na Grande Exposição das Obras da Indústria de todas as Nações (Crystal Palace Exhibition) em 1851 e na Grande Exposição de Londres de 1862.

## Filantropia
Em 1851, Cooper foi um dos fundadores do Children's Village, originalmente um orfanato chamado "New York Juvenile Asylum", uma das mais antigas organizações sem fins lucrativos dos Estados Unidos.

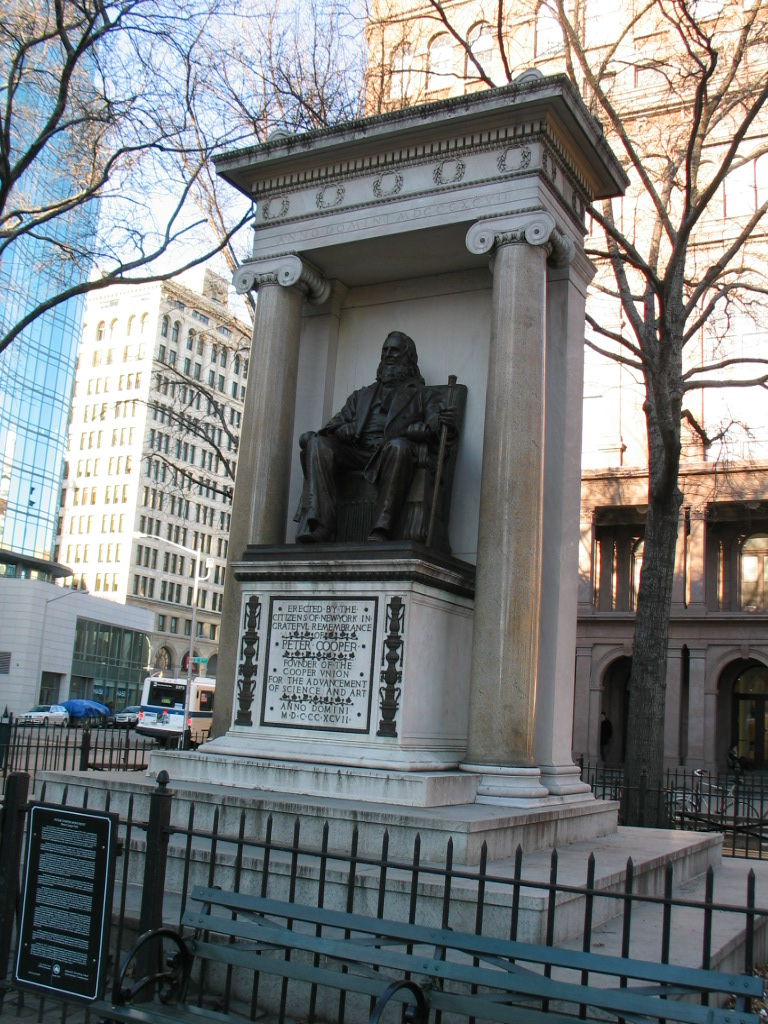
Monumento a Peter Cooper na universidade Cooper Union.